# José Antonio Saura Rami
José Antonio Saura Rami es un filólogo aragonés natural de Eriste, en el Valle de Benasque. Es hablante nativo del benasqués y doctor en Filología Hispánica por la Universidad de Zaragoza. Es miembro de la Sociedad de Lingüística Aragonesa desde su fundación e imparte clase en la Universidad de Zaragoza, en el área de Lengua y Literatura Castellana en el grado de Educación Primaria.
Ha publicado algunos libros y artículos de investigación sobre dialectología y toponimia aragonesas, con especial atención al habla del Valle de Benasque. Entre los artículos de investigación lingüística destacan Un esbozo fonético para el habla del valle de Vió (Huesca), 2001, La transición lingüística en el Pirineo central (III), 2003, En torno a la sufijación apreciativa en el Valle de Benasque, 1996-1997, Incrementos átonos benasqueses, 1998, Unidades de relación en benasqués 1999, Aspectos de fonética y de analogía en la flexión verbal benasquesa, 2000, La deixis personal en benasqués, 2000, La transición lingüística en el Pirineo central, 2001, Etimologías benasquesas, 2002, Cambios fonéticos irregulares en Benasqués,  2002 oPenapurco, pallerullo, Recunco: Apostillas al fenómeno de la metafonía en el paleorromance de la Ribagorza oriental, 2004.
También ha publlicado obras literarias, destacando Neoterica (2002), que ganó el Premio Arnal Cavero en la edición de 2001.

## Libros
- Tópica Pyrenaica. Estudios sobre algunas lenguas minoritarias del Pirineo Central (2000)
- Elementos de fonética y morfosintaxis benasquesas (2003)
- Los nombres y la tierra: onomástica de Eriste , Sahún y Eresué (2008).